# Narciso, Ageu e Marcelino
Ageu, Narciso e Marcelino foram martirizados por volta de 320 no Ponto.
Diz a tradição que eles eram irmãos alistados como soldados no exército de Licínio. Depois de se recusar a prestar serviço militar devido a sua fé, eles foram julgados e condenados à morte em Tomi. Ageu e Narciso foram decapitados, enquanto Marcelino, apenas um menino, foi açoitado, preso, e depois afogado ao ser jogado no mar Negro.
A festa deles é em 2 de janeiro. Marcelino é um dos 140 santos que adornam as colunas da Praça de São Pedro.